# Огњановић
Огњановић је српско презиме. Значајни људи са презименом су:
- Александар Огњановић (1921—1997), српски редитељ и глумац
- Анита Огњановић (1996), српска глумица
- Дејан Огњановић (1973), српски писац, преводилац и књижевни и филмски критичар
- Љубомир Огњановић (1933—2008), српски и југословенски фудбалер
- Мирјана Огњановић (1959), српска књижевница и преводилац
- Миша Огњановић (1961—2018), српски правник
- Неда Огњановић (1928—2006), српска глумица
- Огњанка Огњановић (1949), српска глумица
- Радивоје Огњановић (1933), српски и југословенски фудбалер и фудбалски тренер
- Светозар Огњановић (1869—1927), српски књижар и издавач
- Срђан Огњановић (1954), српски математичар